# 앤디 클라크
앤디 클라크(Andy Clark, FBA, 1957년~)는 영국의 철학자로 서식스 대학교의 인지 철학 교수이다. 그 이전에는 스코틀랜드 에든버러 대학에서 철학 교수이자 논리 및 형이상학 석좌 , 인디애나 블루밍턴에 있는 인디애나 대학에서 인지 과학 프로그램 책임자를 역임했으며 이전에는 미주리주 세인트 루이스에 있는 워싱턴 대학에서 가르쳤다. 클라크는 CONTACT 공동 연구 프로젝트의 창립 멤버 중 한 명으로, 의식 경험의 본질을 형성하는 데 환경이 하는 역할을 조사하는 것을 목표로 하고 있다. 클라크의 논문과 책은 심리철학을 다룬다.  마음의 확장 . 그는 또한 연결주의, 로봇공학의 역할과 성격에 대해 광범위하게 저술했다.
클라크의 작업은 서로 다르지만 상호 관련된 여러 주제를 탐구한다. 이러한 주제 중 많은 부분이 인지 처리 및 표현에서 확립된 지혜에 반하는 것이다. 전통적인 컴퓨터 설명에 따르면 마음의 기능은 다른 프로세스와 행동 이 발생할 수 있는 기반으로 세계의 내부 표현을 생성, 저장 및 업데이트하는 프로세스로 이해된다. 표현은 주어진 시간에 해당 시스템의 기능, 목표 상태 또는 요구 사항에 따라 환경과 일치하도록 업데이트된다. 따라서 예를 들어 미로 같은 건물을 통해 새로운 경로를 학습하면 해당 건물의 표현이 변경된다. 이 관점에서 행동은 현재의 표상을 기반으로 목표 상태 또는 욕망을 달성하는 최선의 방법을 결정하는 과정의 결과이다. 이러한 결정적 과정은 데카르트 적 "중앙 집행부"의 범위이거나 동족 분해와 같은 분산 과정일 수 있다.
종종 감각 정보가 주변부에서 뇌의 더 먼 영역으로 단방향 흐름을 가정하는 기존의 인지 모델과 달리 클라크는 지각, 행동 및 학습의 기저에 깔린 양방향 "피질 처리의 계단식"을 제안했다. . 예측 처리 의 개념은 이 보기의 핵심에 있으며, 여기서 하향식 예측은 반복적이고 계층적인 방식으로 상향식 감각 정보를 올바르게 추측하거나 "설명"하려고 한다. 예상 신호와 실제 신호 간의 불일치, 본질적으로 "예측 오류"는 위로 이동하여 미래 예측의 정확성을 개선하는 데 도움이 된다. 오류의 순방향 흐름("오류 단위"로 전달됨)과 예측의 역방향 흐름 사이의 상호 작용은 캐스케이드의 각 수준(도파민은 "하나의 가능한 메커니즘"으로 언급됨 인코딩 정밀도를 위해" 오류 단위와 관련하여). 행동(또는 행동 지향 예측 처리)은 또한 뇌가 환경에 직접 영향을 주어 예측 오류를 줄일 수 있는 또 다른 수단으로서 클라크의 설명에서 중요한 역할을 한다. 여기에 그는 예측 오류의 최소화와 함께 " 개인적, 정서적, 쾌락 적" 요인이 관련되어 행동과 인식 간의 관계에 대한 보다 미묘한 모델을 생성할 것이라고 덧붙였다.